# Leptochilus fuscipes
Leptochilus fuscipes (лат.) — вид одиночных ос из семейства Vespidae.

## Распространение
Иран.

## Описание
Мелкие одиночные осы, длина тела менее 1 см. Окраска тела варьирует, в основном чёрная со светлыми отметинами. Ноги тёмные. Мезоплевры плотно пунктированы. Опушение на наличнике и брюшке короткое. Усики самок 12-члениковые, у самцов — 13-члениковые. В брюшке 6 тергитов у самок и 7 у самцов. Для кормления своих личинок, предположительно, как и другие виды рода, добывают в качестве провизии гусениц бабочек и личинок жуков.

## Таксономия и этимология
Вид был впервые описан в 1985 году австрийским гименоптерологом Йозефом Гузенляйтнером (Josef Gusenleitner) и включён в состав подрода Lionotulus.